# Tim Heubach
Tim Heubach (Neuss, 12 aprile 1988) è un calciatore tedesco, difensore dello Jüchen-Garzweiler.

## Carriera
Ha giocato nella seconda divisione tedesca e nella massima serie israeliana.